# دوري المؤسسات - بغداد 1957–58
كأس الاتحاد العراقي لفرق الدرجة الأولى 1957–58 هو الموسم العاشر من دوري المؤسسات في بغداد وبدأت المسابقة في 26 نوفمبر 1957.
جرت البطولة بطريقة التسقيط الزوجي أي خروج الفريق الذي يخسر مباراتين مع إعادة المباراة التي تنتهي بالتعادل، وأسفرت منافسات البطولة عن احراز القوة الجوية الملكية للقب البطولة. تحصل لاعبه إديسون ديفد على لقب أفضل لاعب في الموسم.

## المراكز النهائية
| مركز | فريق                    | تأهل  |
| ---- | ----------------------- | ----- |
| 1    | القوة الجوية الملكية    | البطل |
| 2    | منتخب الشرطة            |       |
| 3    | مصلحة نقل الركاب        |       |
| 4    | النعمان                 |       |
| 5    | الأعظمية                |       |
| 6    | الآثوري                 |       |
| 7    | اللواء الثامن           |       |
| 8    | الكلية العسكرية الملكية |       |

## الجولة الأولى
| الكلية العسكرية الملكية | 0–3 | القوة الجوية الملكية      |
| ----------------------- | --- | ------------------------- |
|                         |     | إيشايا 5' · بابا 50'، 75' |

| الأعظمية                | 3–2 | الآثوري        |
| ----------------------- | --- | -------------- |
| جبر · عبد الرزاق · ناجي |     | ويلسن · ويليام |

| النعمان            | 2–1 | اللواء الثامن |
| ------------------ | --- | ------------- |
| ناطق 65' · قيس 87' |     | افا 43'       |

| مصلحة نقل الركاب       | 2–0 | منتخب الشرطة |
| ---------------------- | --- | ------------ |
| كوركيس 27' · محمود 73' |     |              |

## الجولة الثانية

### قسم الفائزين
| مصلحة نقل الركاب                  | 3–0 | النعمان |
| --------------------------------- | --- | ------- |
| دواف 66' · كوركيس 80' · محمود 83' |     |         |

| القوة الجوية الملكية    | 3–1 | الأعظمية        |
| ----------------------- | --- | --------------- |
| حمادي · إيشايا 70'، 80' |     | ناجي 35' (جزاء) |

### قسم الخاسرين
| الآثوري                    | 3–0 | الكلية العسكرية الملكية |
| -------------------------- | --- | ----------------------- |
| عويشة 10'، 40' · سركيس 20' |     |                         |

خروج الكلية العسكرية الملكية من البطولة
| منتخب الشرطة           | 3–1 | اللواء الثامن |
| ---------------------- | --- | ------------- |
| سهاكيان 55' · جنجة 85' |     | 25'           |

خروج اللواء الثامن من البطولة

## الجولة الثالثة

### قسم الخاسرين
| منتخب الشرطة           | 2–0 | الآثوري |
| ---------------------- | --- | ------- |
| وليد 70' · سهاكيان 75' |     |         |

خروج الآثوري من البطولة
| النعمان    | 3–0 | الأعظمية |
| ---------- | --- | -------- |
| قيس · عناد |     |          |

خروج الأعظمية من البطولة

## نصف النهائي

### قسم الفائزين
| القوة الجوية الملكية | 5–2 | مصلحة نقل الركاب |
| -------------------- | --- | ---------------- |
| سمسم · بابا · محمد   |     | محمود            |

### قسم الخاسرين
| منتخب الشرطة | 1–0 | النعمان |
| ------------ | --- | ------- |
| جنجة         |     |         |

انتهت المباراة في مطلع الشوط الثاني بعد أن احتج لاعبو النعمان على هدف الشرطة

خروج النعمان من البطولة
| منتخب الشرطة             | 3–2 | مصلحة نقل الركاب       |
| ------------------------ | --- | ---------------------- |
| لطيف 20'، 60' · فيما 53' |     | محمود 70' · كوركيس 72' |

خروج مصلحة نقل الركاب من البطولة

## النهائي
| القوة الجوية الملكية | 1–1 (ب.و.إ.) | منتخب الشرطة |
| -------------------- | ------------ | ------------ |
| محمد                 |              | سهاكيان      |

### إعادة
منتخب الشرطة رفض خوض المباراة في التاريخ 12-5-1958 وطالب بتاجيلها إلى موعد اخر لعدم اكتمال صفوفه واصابة بعض لاعبيه الاساسيين لكن الاتحاد العراقي المركزي رفض طلب الشرطة واعتبر القوة الجوية الملكية بطلا.
| القوة الجوية الملكية | – | منتخب الشرطة |
| -------------------- | - | ------------ |
|                      |   |              |